# Louise de Kiriline Lawrence
Louise de Kiriline Lawrence, född Flach 30 januari 1894 på Svensksund i Konungsunds socken i Östergötland, död 27 april 1992 i Kanada, var en svensk-kanadensisk ornitolog, författare och sjuksköterska.
Hon var dotter till kammarherren Sixten Flach och Hillevid de Neergaard. Under första världskriget arbetade hon för Danska Röda Korset. Därefter arbetade hon i Ryssland under flera år följt av en flytt till Kanada. När hon gick i pension som sjuksköterska verkade hon som ornitolog och naturförfattare. Hon har kallats den kanadensiska ornitologins first lady och är främst känd för sina studier om den Rödögda vireon, Vireo olivaceus. Hon publicerade flera böcker på svenska.